# 錫爾島 (蘇格蘭)
錫爾島是蘇格蘭的島嶼，位於大西洋海域，屬於內赫布里底群島的一部分，由阿蓋爾-比特負責管轄，面積13.29平方公里，最高點海拔高度146米，2001年人口560。
56°18′0″N 5°37′12″W / 56.30000°N 5.62000°W